# Robert David Hall

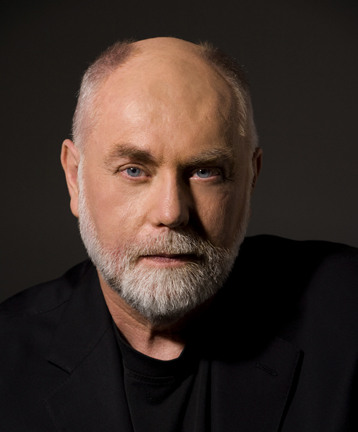
Robert David Hall (2007)

Robert David Hall (* 9. November 1947 in East Orange, New Jersey) ist ein US-amerikanischer Schauspieler.

## Leben
Robert David Hall machte 1971 seinen Abschluss in Englischer Literatur an der University of California, Los Angeles (UCLA). 1978 war er in einen schweren Autounfall verwickelt. Seine beiden Beine mussten amputiert werden, da über 65 % seiner Haut verbrannt waren. Seitdem benutzt er Prothesen, die auch in seinen Rollen immer mal wieder mit eingebaut werden. Seit 1999 ist er mit seiner dritten Frau, Judy Stearns, verheiratet. Von 1971 bis 1974 war er mit Susan Petroni verheiratet. Aus seiner zweiten Ehe mit Connie Cole ging ein Sohn hervor.
Seine erste Rolle hatte er 1983 in dem Film Das Bombengeschäft. Darauf folgten einige weitere Filme und zahlreiche Gastauftritte in Fernsehserien wie L.A. Law – Staranwälte, Tricks, Prozesse, Beverly Hills, 90210, Ein Wink des Himmels, Ein Hauch von Himmel, The West Wing – Im Zentrum der Macht und Practice – Die Anwälte.
Seit 2000 spielt er in der erfolgreichen Fernsehserie CSI: Vegas mit. Eigentlich sollte er nur in einer der ersten Folgen der Serie mitspielen. Seine Rolle wurde jedoch erweitert und somit wurde er ab 2002 einer der Hauptdarsteller der Serie. Aufgrund des großen Erfolgs dieser Serie wurde er zu einem passionierten Vertreter der Interessen von behinderten Schauspielern.

## Filmografie (Auswahl)
- 1983: Das Bombengeschäft (Deal of the Century)
- 1983–1985: The Littles (Fernsehserie, 29 Folgen)
- 1989: Ein Engel auf Erden (Highway to Heaven, Fernsehserie, 1 Folge)
- 1991: Das Gesetz der Macht (Class Action)
- 1991–1993: Alles Okay, Corky? (Life Goes On, Fernsehserie, 6 Folgen)
- 1991–1993: L.A. Law – Staranwälte, Tricks, Prozesse (L.A. Law, Fernsehserie, 3 Folgen)
- 1992–1994: Beverly Hills, 90210 (Fernsehserie, 3 Folgen)
- 1993: Meister Dachs und seine Freunde (Once Upon a Forest, Stimme)
- 1994: Nightmare Lover (Dream Lover)
- 1997: Starship Troopers
- 1998: Ein Wink des Himmels (Promised Land, Fernsehserie, 1 Folge)
- 1998: Verhandlungssache (The Negotiator)
- 1999: Ein Hauch von Himmel (Touched By An Angel, Fernsehserie, 1 Folge)
- 1999–2001: Practice – Die Anwälte (The Practice, Fernsehserie, 4 Folgen)
- 2000: The West Wing – Im Zentrum der Macht (The West Wing, Fernsehserie, 1 Folge)
- 2000–2015: CSI: Vegas (CSI: Crime Scene Investigation, Fernsehserie) (329 Folgen)
- 2007: The Gene Generation

## Videospiele
- 2010: CSI:Fatal Conspiracy (Chief M.E. Dr. Albert 'Al' Robbins Synchronisation)
- 2009: CSI: Scrimes Scene Investigation – Deadly Intent (Chief M.E. Dr. Albert 'Al' Robbins Synchronisation)
- 2007: CSI: Crimes Scene Investigation – Hard Evidence (Chief M.E. Dr. Albert 'Al' Robbins Synchronisation)
- 2006: CSI: 3 Dimensions of Murder (Chief M.E. Dr. Albert 'Al# Robbins Synchronisation)
- 2005: ER: The Game (Dr. VanDeer Synchronisation)
- 2004: CSI: Crimes Scene Investigation – Dark Motives (Chief M.E. Dr. Albert 'Al' Robbins Synchronisation)
- 2003: CSI: Crimes Scene Investigation (Chief M.E. Dr. Albert 'Al' Robbins Synchronisation)

## Auszeichnungen
- 2005: Screen Actors Guild Award in der Kategorie Outstanding Performance by an Ensemble in a Drama Series